# Bouteloua warnockii
Bouteloua warnockii là một loài thực vật có hoa trong họ Hòa thảo. Loài này được Gould & Kapadia mô tả khoa học đầu tiên năm 1962.